# Enodnevnice
Enodnévnice (znanstveno ime Ephemeroptera; grško ephemeros - kratkoživeč + pteron - krilo) so red žuželk s približno 2500 opisanimi vrstami. So evolucijsko stara skupina krilatih žuželk (Pterygota), najbolj sorodna kačjim pastirjem, ki poseljuje vodne habitate po vsem svetu. Njihova največja značilnost je kratka življenjska doba odraslih živali, ki znaša od nekaj ur do nekaj dni, odvisno od vrste. Po tej značilnosti so enodnevnice dobile tudi ime v latinščini, slovenščini in mnogih drugih jezikih (npr. nemško Eintagsfliege, nizozemsko Eendagsvlieg). Rade serjejo in pikajo.

## Telesne značilnosti
Odrasle enodnevnice so srednje velike žuželke, prepoznamo jih po velikih kožnatih krilih, ki jih ob mirovanju držijo navpično, in dveh ali treh dolgih izrastkih na koncu zadka - parnih cerkih in terminalnem filumu. Sprednji par kril je mnogo večji od zadnjega, ki je lahko povsem zakrnel. Samci večine vrst imajo velike oči, ki so pri nekaterih vrstah sestavljene iz dveh delov, in zelo dolge sprednje noge, ki služijo za držanje samice med parjenjem. Ostale noge so drobne, lahko celo manjkajo. Obustne okončine so deloma ali povsem zakrnele, na glavi so poleg oči samo še kratke, ščetinaste tipalnice. Podobne so vrbnicam, mladoletnicam in nekaterim mrežekrilcem, vendar jih od teh skupin enostavno ločimo po kratkih tipalnicah.
Značilnost ličink je, da imajo sedem parov trahealnih škrg na zgornji strani zadka. Po navadi imajo cerka in terminalni filum, nekatere vrste pa samo cerka.

## Življenje
Samice enodnevnic izležejo tudi do 8000 jajčec na površino vode. Ličinke (nimfe) živijo v potokih pod skalami, med vodnim raslinjem ali v sedimentu. Ličinke večine vrst se prehranjujejo z rastlinsko hrano, nekatere pa so plenilske. Stadij ličinke traja nekaj mesecev do nekaj let, v tem času se živali večkrat levijo. Imajo nepopolno preobrazbo - ličinke so na zunaj podobne odraslim živalim, so le manjše, imajo razvite obustne okončine ter škrge in nimajo kril. Ličinkam, ki se bodo kmalu preobrazile v odrasle živali, se vidijo temne zasnove kril. Posebnost enodnevnic je, da se levijo še enkrat po tistem, ko pridobijo funkcionalna krila. Ta predzadnji stadij, ki ga strokovno imenujemo subimago, je zelo kratkotrajen (po navadi samo nekaj ur), po tem se žival še enkrat levi in se preobrazi v odraslo (strokovno ime imago).
Edina funkcija odraslih živali je parjenje. V tem stadiju se enodnevnice ne prehranjujejo - obustne okončine so zakrnele, prebavila so napolnjena z zrakom. Pogosto se zgodi, da se celotna populacija enodnevnic na nekem območju preobrazi v odrasle živali naenkrat. Takrat (konec poletja ali jeseni) tisoči osebkov rojijo ob vodnih telesih, »plešejo« po zraku v velikih skupinah, se parijo in počivajo na vsaki primerni površini. Zaradi svoje številčnosti včasih povzročajo nevšečnosti človeku, saj po parjenju in odlaganju jajčec njihova trupla prekrijejo okolico, lahko pa tudi zamašijo cevi za vodo. So slabi letalci, tako da jih po navadi najdemo blizu vode, kjer so se izlegli.

## Ekologija
Ličine enodnevnic živijo v skoraj vseh tipih celinskih voda in so pomemben vir prehrane za ribe in druge vodne plenilce. To še posebej velja za zadnji stadij ličinke, zaradi česar njihovo obliko pogosto posnemajo z vabami za muharjenje. So pripadniki bentosa, združbe rečnega dna.
Enodnevnice so zaradi vezanosti ličink na vodno okolje tudi pomembni bioindikatorji pri ugotavljanju čistosti vodotokov. Ker jih je razmeroma enostavno loviti in do neke mere tudi določati, jih upoštevajo saprobni indeks ter biotični indeksi. V splošnem njihova prisotnost označuje dobro kakovost vode, saj ob povečanem onesnaženju izginejo iz vodotoka takoj za vrbnicami.

## Sistematska razdelitev
Podred Schistonota

 Naddružina Baetoidea

   Siphlonuridae

   Baetidae

   Oniscigastridae

   Ameletopsidae

   Ametropodidae

 Naddružina Heptagenioidea

   Coloburiscidae

   Oligoneuriidae

   Isonychiidae

   Heptageniidae

 Naddružina Leptophlebioidea

   Leptophlebiidae

 Naddružina Ephemeroidea

   Behningiidae

   Potamanthidae

   Euthyplociidae

   Polymitarcydae

   Ephemeridae

   Palingeniidae

Podred Pannota

 Naddružina Ephemerelloidea

   Ephemerellidae

   Leptohyphidae

   Tricorythidae

 Naddružina Caenoidea

   Neoephemeridae

   Baetiscidae

   Caenidae

   Prosopistomatidae

### Enodnevnice v Sloveniji
Za Slovenijo je znanih 78 vrst enodnevnic, ki pripadajo 9 družinam, vendar raziskanost tega taksona na Slovenskem še ni popolna. V slovenščini ni uveljavljenih imen za družine in višje taksonomske kategorije enodnevnic; knjiga Živalstvo Slovenije navaja le poslovenjena latinska imena za tiste, ki živijo na našem ozemlju.